# Christoph Süß

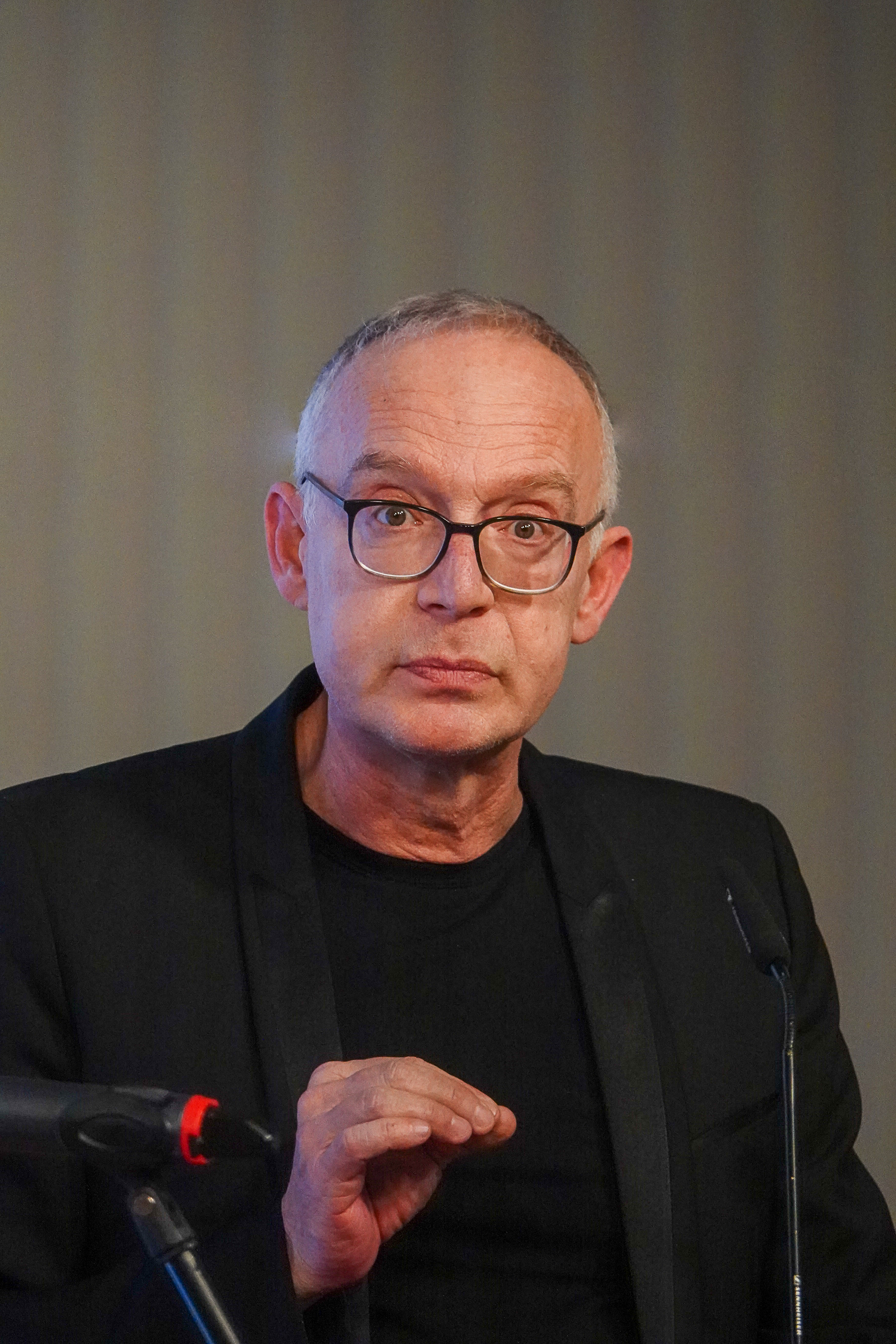
Christoph Süß 2025

Christoph Süß (* 17. Dezember 1967 in München-Sendling) ist ein deutscher Kabarettist, Fernsehmoderator und Schauspieler. Einer breiten Öffentlichkeit bekannt ist er durch die Moderation der Sendung quer des Bayerischen Rundfunks.

## Leben

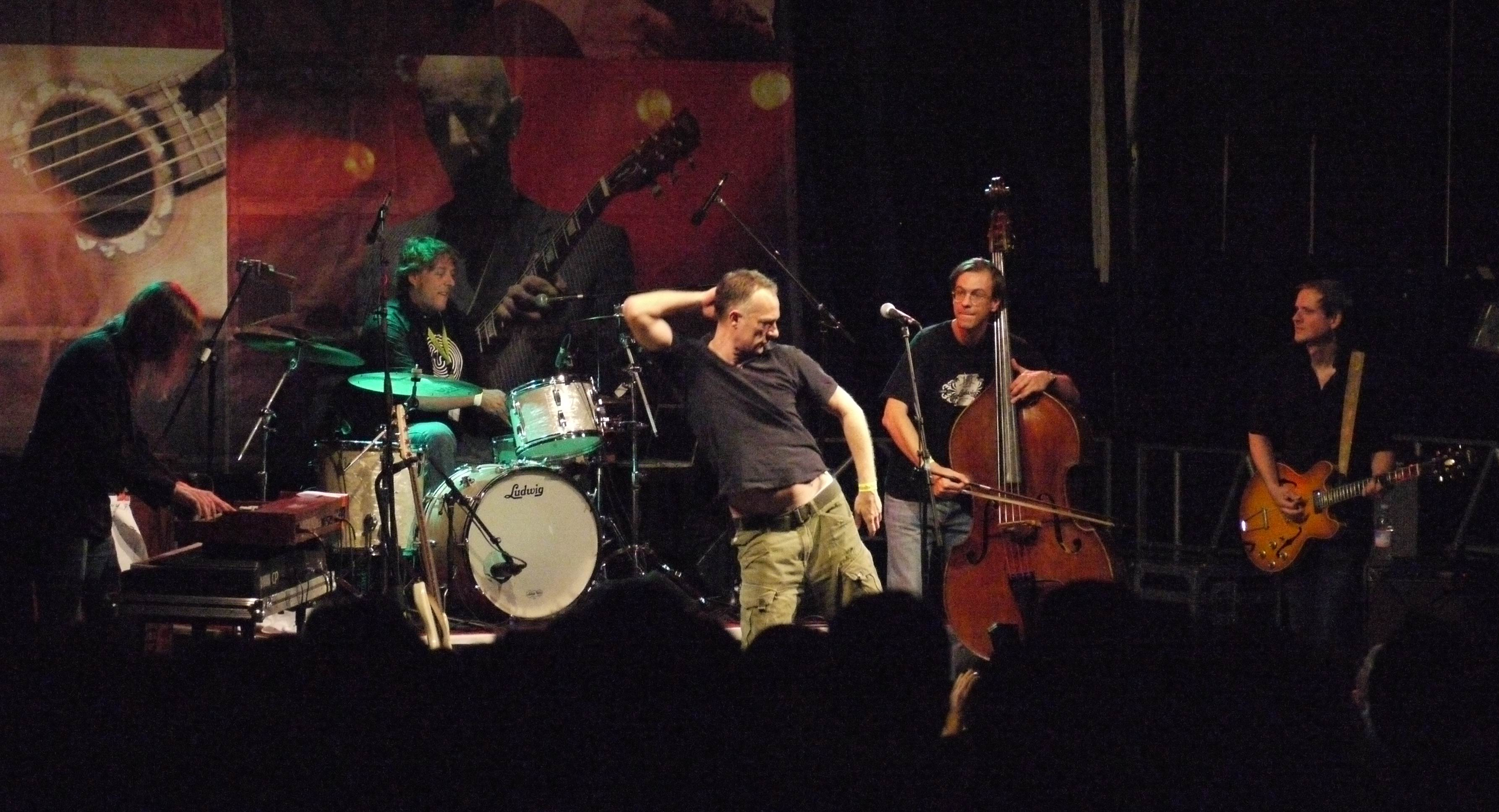
Christoph Süß & Band auf dem Bardentreffen 2010

Erste Erfahrungen auf der Bühne sammelte Süß noch während seiner Schulzeit im Schultheater, in Laientheatergruppen und als Sänger von Rockbands.
Er besuchte zunächst eine Realschule in München-Moosach und erwarb dort die Mittlere Reife. Nach einigen Gelegenheitsjobs wechselte er auf das Rupprecht-Gymnasium  in München-Neuhausen, wo er 1988 das Abitur ablegte. 1990 nahm er ein Studium der Philosophie an der Ludwig-Maximilians-Universität München auf, das er aber später zugunsten seiner Karriere als Kabarettist abbrach. Mit seinem ersten Soloprogramm hatte Süß 1995 zahlreiche Auftritte auf Münchener und bayerischen Kleinkunstbühnen.
1997 spielte Süß in einigen Werbespots mit und kam so zum Fernsehen. 1998 engagierte ihn der Bayerische Rundfunk für die Moderation des Polit- und Satiremagazins quer, das er seither wöchentlich präsentiert. Ebenso vom Bayerischen Rundfunk wird seine Late-Night-Show SüßStoff aus dem Münchner Volkstheater übertragen.
Neben seiner Fernsehtätigkeit konzipierte Süß ein weiteres Soloprogramm, Kristofs kleiner Kosmos, mit dem er 1999 auf Tournee ging.
Der Radiosender Bayern 2 sendete von 2006 bis 2010 einmal wöchentlich eine Kolumne mit Christoph Süß mit dem Titel Süßstoff der Woche. Er war mehrmals Gast beim Aschermittwoch der Kabarettisten.
2007 war Süß in Marcus H. Rosenmüllers Spielfilm Beste Gegend in einer kleinen Nebenrolle als Krankenhausarzt zu sehen. 2012 spielte er in Helmut Dietls Komödie Zettl die Rolle des Karl Georg „Wiggerl“ Ludwig. Im selben Jahr moderierte er die Verleihung des Bayerischen Fernsehpreises, wie schon zuvor im Jahr 2009. In der ZDF-Krimiserie München Mord spielt er seit 2013 den eitlen Kriminaloberrat Helmut Zangel.

## Werke

### Diskografie
- 18. November 2020: Werte, die bleiben (EP, als Sepká)

### Filmografie
- 2007: Beste Gegend
- 2012: Zettl
- seit 2013: München-Mord-Reihe
  - 2013: Wir sind die Neuen
  - 2014: Die Hölle bin ich
  - 2016: Kein Mensch, kein Problem
  - 2016: Wo bist Du, Feigling?
  - 2017: Einer, der’s geschafft hat
  - 2017: Auf der Straße, nachts, allein
  - 2018: Die ganze Stadt ein Depp
  - 2019: Leben und Sterben in Schwabing
  - 2019: Die Unterirdischen
  - 2020: Was vom Leben übrig bleibt
  - 2020: Ausnahmezustand
  - 2021: Der Letzte seiner Art
  - 2021: Das Kamel und die Blume
  - 2022: Dolce Vita
  - 2022: Schwarze Rosen
  - 2023: Damit ihr nachts ruhig schlafen könnt
  - 2023: Der gute Mann vom Herzogpark
  - 2024: A saisonale G’schicht
  - 2024: Die indische Methode
  - 2025: Nix für Angsthasen

### Bücher
- Ich denke, also bin ich verwirrt. Meine liebsten Welterklärungen. Piper-Verlag, München, Zürich, 2009; ISBN 3-492-05297-5.
- Morgen letzter Tag! Ich und Du und der Weltuntergang. Albrecht Knaus Verlag, München 2012; ISBN 978-3-8135-0424-8.

### Tonträger
- CD mit Hans Wiedemann: quer durch die fünf Jahreszeiten. Pirate Records, Köln, und Sony Music Entertainment, Berlin (Vertrieb), 2004.
- CD mit Band Letzte Bestellung. Via Media (Alive), 5. November 2010.

## Auszeichnungen

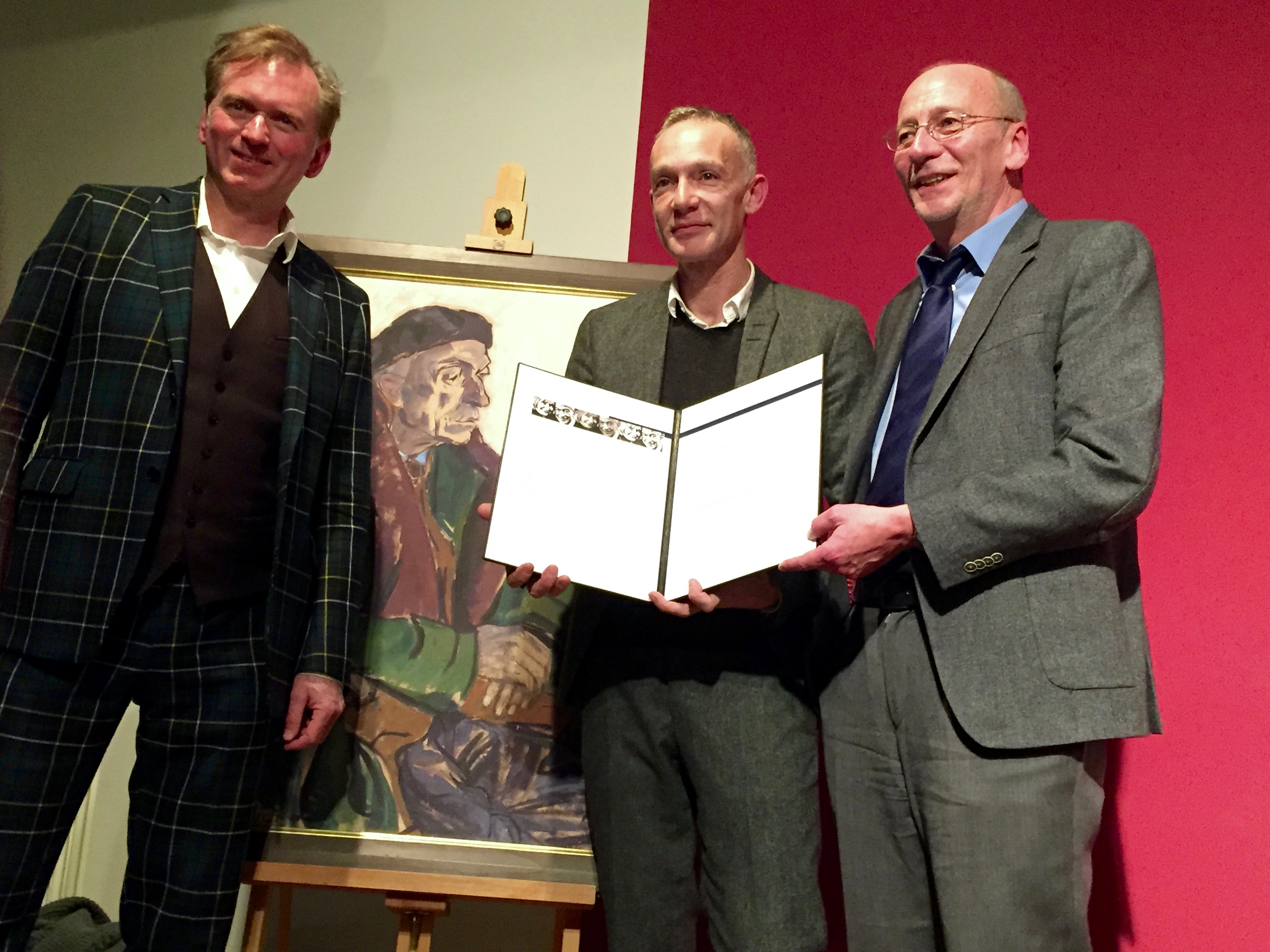
Verleihung des Ernst-Hoferichter-Preises 2015 an Christoph Süß (Mitte). Links: Christian Springer (Laudator). Rechts: Hans-Georg Küppers (Kulturreferent Münchens)

- 2000: Kleinkunstpreis Obernburger Mühlstein (Jury- und Publikumspreis) für Kristofs kleiner Kosmos
- 2009: Bayerischer Fernsehpreis für die Moderation von quer
- 2009: Bayerische Staatsmedaille für Verdienste um die Umwelt
- 2015: Ernst-Hoferichter-Preis für ein Quertreiber in den bayerischen Medien
- 2019: Bayerischer Poetentaler[4]
- 2022: Max-Friedlaender-Preis des Bayerischen Anwaltsverbands[5]